# محمد حلاوی
محمد حلاوی (عربی: محمد نبيه حلاوي؛ زادهٔ ۵ آوریل ۱۹۷۷) بازیکن فوتبال اهل لبنان بود.
از باشگاه‌هایی که در آن بازی کرده‌است می‌توان به باشگاه ورزشی النجمه لبنان و باشگاه ورزشی العهد اشاره کرد.
وی همچنین در تیم ملی فوتبال لبنان بازی کرده‌است.